# D-1グランプリ
D-1グランプリはバンダイの商品であるデジタルモンスターを用いて行われたイベントである。

## 概要
D-1グランプリは参加者が持参したデジタルモンスター同士を戦わせる公式大会で、日本の各主要都市で開催された。D-1グランプリという名称は、F1グランプリやK-1を意識したものである。司会者には週刊少年ジャンプのデジモンコーナーであった週刊デジ聞やVジャンプのデジモンコーナーで読者にお馴染みのデジモンキーやボルケーノ太田が担当した。優勝賞品として、デジタルモンスターVer.4の特別仕様版であるD-1スペシャルが用意された。参加者はメインである小中学生男子が中心で、小学生女子や男子高校生等も参加していた。